# Volné sdružení obcí Trapani
Volné sdružení obcí Trapani (Libero consorzio comunale di Trapani) je italský správní celek druhé úrovně v autonomní oblasti Sicílie. Vznikla ze stejnojmenné provincie 4. srpna 2015. Na západě, severu a jihu ho omývá Středozemním mořem. Sousedí na východě s metropolitním městem Palermo a volným sdružením obcí Agrigento.

## Geografie
Součástí volného sdružení obcí jsou i ostrovy Egadi a Pantelleria a jezera Lago Rubino a Lago di Madonna Buona.

## Památky
Ve volném sdružení obcí se nachází architektonické památky, například Segesta či Erice.